# Microspingus
Genre
Microspingus est un genre d'oiseaux Passeriformes de la famille des Thraupidae.

## Liste des espèces
Selon la classification de référence du Congrès ornithologique international (2024), il comporte huit espèces :
- Microspingus lateralis (Nordmann, 1835)– Chipiu à croupion roux
- Microspingus cabanisi (Bonaparte, 1850)– Chipiu de Cabanis
- Microspingus erythrophrys (P.L.Sclater, 1881)– Chipiu à sourcils roux
- Microspingus alticola (Salvin, 1895)– Chipiu alticole
- Microspingus torquatus (d'Orbigny & Lafresnaye, 1837)– Chipiu sanglé
- Microspingus trifasciatus Taczanowski, 1874– Tangara trifascié
- Microspingus melanoleucus (d'Orbigny & Lafresnaye, 1837)– Chipiu à capuchon
- Microspingus cinereus (Bonaparte, 1850)– Chipiu à tête cendrée

## Systématique
Le nom valide complet (avec auteur) de ce taxon est Microspingus Taczanowski, 1874.